# Twisted Angel
Twisted Angel è un album in studio della cantante statunitense LeAnn Rimes, pubblicato nel 2002.

## Tracce
1. Life Goes On – 3:33
2. Wound Up – 4:15
3. The Safest Place – 3:52
4. Trouble with Goodbye – 3:22
5. Damn – 3:29
6. Suddenly – 3:58
7. Tic Toc – 3:40
8. Sign of Life – 4:28
9. Review My Kisses – 5:31
10. No Way Out – 3:55
11. Love Is an Army – 4:01
12. You Made Me Find Myself – 3:39
13. Twisted Angel – 3:21